# Пестряев, Андрей Михайлович
Андрей Михайлович Пестряев (р.5.12.1969, г. Фергана, Узбекская ССР) — советский российский боксер. Мастер спорта международного класса. Чемпион Спартакиады народов СССР, двукратный чемпион Европы среди профессионалов, претендент на титул чемпиона Мира (#1 в рейтинге WBA на осень 1997 года). Мастер спорта СССР международного класса (1991) по боксу. Младший брат физика Евгения Пестряева.
Воспитанник секции бокса ПТУ № 42 (г. Стерлитамак; тренер М. М. Галлямов), ДСО «Трудовые резервы» (Уфа; тренер Р. М. Гибадуллин). Чемпион Спартакиады народов СССР (1991, вес до 67 кг.), чемпион РСФСР (1988, 1991), победитель Международного турнира на Кубок короля (Швеция, 1992); чемпион мира (2002) и Европы (1997, 1999) среди профессионалов. Участник Олимпийских игр (1992). Член сборных команд СССР (с 1991) и СНГ (1992). С 2005 тренер-преподаватель ДЮСШ (Санкт-Петербург), СОШ № 2.
В детстве мечтал стать хоккеистом, однако, как говорит сам "дворовые мальчишки были жестокими", поэтому решил заниматься боксом, чтобы "уметь уклоняться и бить". На олимпиаде, выступая за сборную СНГ проиграл первый бой Литовцу, после чего ему была закрыта дорога в сборную и Пестряев решил уйти в профессионалы.
Бой с Пернеллом Уитакером 17 октября 1997 года  состоялся отборочный бой на претендента за чемпионский титул по версии WBA  в полусреднем весе (66,7 кг или 147 фунтов) против Пернелла Уитакера, бойцом, признанным одним из лучших в истории.. На тот момент Пестряев был номер 1 в рейтинге претендентов, Уитакер был третьим. В 11м раунде Уитакер вынырнул через канаты боксерского ринга. Когда он вернулся, Пестряев провёл правый удар, который низвергнул оппонента на колено. Рефери Джеймс Санта отсчитал нокдаун до 8и. Согласно системе оценки CompuBox по результату боя Уитакер выбросил 690 ударов из которых достигло цели 225, 33 % попадания, в то время как Пестряев 609, 108, 18% соответственно. Судьи отдали победу Уитакеру единогласным решением. После поединка промоутер Пестряева Майкл Акарис выскочил на ринг, говоря что один из судей изменил счет в 12м раунде в пользу Уитакера. На самом деле судья Гленн Фельдман изменил счёт в пользу Пестряева, но итоговым счётом отдал победу Уитакеру:114-113. Судья Дэн О'Нил также отдал победу Уитакеру:114-113. Впоследствии результат боя был признан "не состоявшимся", после нахождения кокаина в анализах Уитакера.